# واکنش‌ها به جنگ ایران و اسرائیل
پس از آغاز جنگ ایران و اسرائیل، واکنش‌ها به حملات اولیه و ضدحملات ادامه‌دار بین دولت‌ها و نهادهای غیردولتی بین‌الملل متنوع بود. دولت ایران، مردم داخل کشور و ایرانیان خارج از کشور به این رویداد واکنش نشان دادند. بنیامین نتانیاهو، نخست‌وزیر اسرائیل، بیانیه‌ای خطاب به شهروندان ایران هم منتشر کرد. علاوه بر این، کشورهای مختلف جهان بیانیه‌هایی دربارهٔ موضع خود نسبت به این درگیری صادر کردند که عمدتاً خواستار کاهش تنش بین ایران و اسرائیل و به‌طور کلی کاهش تنش‌ها در منطقه خاورمیانه بودند.

## واکنش‌ها به حمله اسرائیل

### داخلی
سخنگوی نیروهای مسلح جمهوری اسلامی ایران، ابوالفضل شکارچی، وعدهٔ انتقام از اسرائیل و ایالات متحده را داد. سید علی خامنه‌ای، رهبر جمهوری اسلامی ایران، پس از حملات بیانیه‌ای صادر کرد و این حملات را «جنایت» خواند و هشدار داد که «رژیم صهیونیستی سرنوشتی تلخ و دردناک برای خود رقم زده است، نیروهای مسلح رژیم رذل صهیونی را بیچاره خواهند کرد». وزارت امور خارجه اعلام کرد که ایران طبق منشور سازمان ملل حق «قانونی و مشروع» برای پاسخ‌گویی به حملات اسرائیل را دارد و همچنین ایالات متحده را مسئول «آثار و پیامدهای خطرناک ماجراجویی رژیم صهیونیستی» دانست.
سپاه پاسداران انقلاب اسلامی اعلام کرد که حتی پس از کشته شدن فرمانده‌اش، حسین سلامی، آمادهٔ پاسخ‌گویی است. نماینده مجلس، علاءالدین بروجردی، اعلام کرد که «ایران در دور ششم مذاکرات هسته‌ای با ایالات متحده در [۱۵ ژوئن] و تا اطلاع ثانوی شرکت نخواهد کرد.»
رئیس‌جمهور پیشین، سید محمد خاتمی، این «عمل جنایتکارانه» را محکوم کرد و خواستار آن شد که سازمان ملل باید «در صف مقدم» تلاش‌ها برای «جلوگیری از فجایع بیشتر از طریق محکومیت جدی و جامع اسرائیل» باشد.
معترضان در قم خواستار انتقام‌گیری شدند.
نتانیاهو اعلام کرد که «نشانه‌هایی داریم که رهبران ارشد رژیم ایران در حال جمع کردن وسایل خود هستند» و افزود که آنها احساس کرده‌اند چه چیزی در راه است. گزارش‌های سایت ردیابی پرواز «فلایت‌رادار» ویدیوهایی که به ایران اینترنشنال ارسال شده، اوضاع غیرعادی در حوالی فرودگاه مهرآباد تهران را پس از حمله اسرائیل نشان می‌دهند، جایی که شهروندان می‌گویند هیچ پروازی فرود نمی‌آید و هواپیماها با فاصله‌های کوتاه پشت سر هم فرودگاه را ترک می‌کنند. علاوه بر این، ایران اینترنشنال گزارش داد که علی‌اصغر حجازی، قائم‌مقام دفتر خامنه‌ای، با روسیه برای خروج خود و خانواده‌اش از کشور مذاکره می‌کند و چندین مقام ارشد دیگر نیز پیشنهادهای مشابهی از مسکو برای تخلیه از طریق کریدور امن دریافت کرده‌اند.
بلافاصله پس از حملات، ساکنان تهران به‌صورت گسترده شروع به ترک شهر کردند، به‌ویژه به‌سوی استان‌های شمالی مانند استان مازندران، استان گیلان و استان البرز. این روند پس از هشدارهای رسمی ارتش اسرائیل در ۲۵ خرداد (۱۵ ژوئن میلادی)، مبنی بر لزوم تخلیهٔ مناطق نزدیک به تأسیسات نظامی، سرعت گرفت.

### اسرائیل
نتانیاهو مدعی شد که ایران به اندازهٔ کافی اورانیوم غنی‌شده برای ساخت نه بمب هسته‌ای در اختیار دارد. نتانیاهو از دونالد ترامپ بابت حمایت‌هایش تشکر کرد و گفت این حمله یک ضرورت عملیاتی فوری برای عقب‌راندن تهدید غنی‌سازی اورانیوم بود. او همچنین گفت که حملات «تا زمانی که لازم باشد برای رفع تهدید نابودی ما» ادامه خواهد یافت. رئیس ستاد کل ارتش اسرائیل، ایال زمیر، در یک سخنرانی تلویزیونی اعلام کرد که نیروهای زمینی ارتش اسرائیل در حال «بسیج ده‌ها هزار سرباز و آماده‌سازی در تمام مرزها» هستند و هشدار داد که «هر کسی که قصد مقابله با ما را داشته باشد، بهای سنگینی خواهد پرداخت» و اینکه «هم‌اکنون در نقطهٔ بازگشت‌ناپذیر قرار داریم». رهبر اپوزیسیون اسرائیل، یائیر لاپید، که از منتقدان جدی نتانیاهو است، حمایت کامل خود را از عملیات علیه ایران اعلام کرد.

### بین‌المللی
🇷🇸رئیس جمهور کرمان از هر دو طرف خواست خویشتنداری کنند
- اردن: وزارت امور خارجهٔ اردن در بیانیه‌ای اعلام کرد: «پادشاهی هاشمی اردن با شدیدترین لحن تجاوز اسرائیل علیه جمهوری اسلامی ایران را محکوم می‌کند و آن را نقض آشکار حاکمیت یک کشور عضو سازمان ملل و نقض آشکار قوانین بین‌المللی و منشور سازمان ملل می‌داند.»[۲۰]
- ارمنستان: وزارت امور خارجه این کشور حمله «یکجانبه علیه ایران» را محکوم کرد و آن را خطری برای «تلاش‌های صلح‌آمیز، ثبات منطقه‌ای و صلح جهانی» دانست.[۲۱]
- استرالیا: وزیر امور خارجه استرالیا پنی وانگ ابراز نگرانی شدید از تنش‌های فزاینده میان ایران و اسرائیل کرد و هشدار داد که این وضعیت ممکن است «منطقه‌ای که هم‌اکنون ناپایدار است را بیش از پیش بی‌ثبات کند».[۲۲]
- اسرائیل: نتانیاهو، حملات کشورش را اقدامی برای جلوگیری از دستیابی ایران به بمب هسته‌ای خواند و آن را «لحظهٔ تعیین‌کننده» توصیف کرد.[۲۳]
- افغانستان: مقامات طالبان افغانستان روز جمعه حملات گسترده اسرائیل به ایران را محکوم کردند و گفتند این حملات ناقض قوانین بین‌المللی بوده و ناامنی منطقه‌ای را تشدید می‌کند.[۲۴]
- آلمان: صدراعظم فریدریش مرتس خواستار خویشتنداری ایران و اسرائیل شد و تأکید کرد که آلمان از «تمام ابزارهای دیپلماتیک» برای جلوگیری از تشدید بحران استفاده خواهد کرد. او تأیید کرد که نخست‌وزیر اسرائیل او را از عملیات مطلع ساخته و بر حق اسرائیل برای دفاع از خود و عدم دستیابی ایران به سلاح هسته‌ای تأکید کرد.[۲۵][۲۶]
- امارات متحده عربی: امارات متحده عربی با «شدیدترین لحن» حمله نظامی اسرائیل به ایران را محکوم کرد و نگرانی عمیق خود را از ادامه تشدید تنش و پیامدهای آن برای امنیت و ثبات منطقه ابراز داشت. وزارت امور خارجه امارات متحده عربی در بیانیه‌ای بر اهمیت اعمال حداکثر خویشتنداری و احتیاط برای جلوگیری از خطرات و گسترش درگیری تأکید کرد.[۲۷]
- ایالات متحده آمریکا: رئیس‌جمهور دونالد ترامپ در تروت سوشال نوشت: «ما متعهد به راه‌حل دیپلماتیک مسئله هسته‌ای ایران هستیم.»[۲۸] ترامپ همچنین هشدار داد که ایران باید «اکنون توافق کند» در مورد برنامه هسته‌ای خود یا با «اقدام نظامی مخرب‌تر و مرگبارتر» روبه‌رو شود. او گفت که قبلاً «مرگ و ویرانی بزرگی» رخ داده و هشدار داد که حملات آینده «حتی بی‌رحمانه‌تر» خواهد بود. ترامپ از ایران انتقاد کرد که فرصت‌های متعددی برای رسیدن به توافق را رد کرده است و گفت به آنها گفته «فقط این کار را انجام دهید»، اما آنها «نتوانستند آن را به انجام برسانند». او متعهد شد که حمایت نظامی مستمر از اسرائیل ادامه دهد و گفت: «اسرائیل مقدار زیادی از آن دارد، با بیشتر که در راه است - و آنها می‌دانند چگونه از آن استفاده کنند.»[۲۹] وزیر امور خارجه ایالات متحده آمریکا مارکو روبیو گفت اسرائیل به صورت مستقل عمل کرده و آمریکا در آن دخالت نداشته است. او گفت اسرائیل به آمریکا اطلاع داده حمله را به عنوان دفاع از خود می‌داند. روبیو هشدار داد: «ایران نباید منافع یا کارکنان آمریکا را هدف قرار دهد» و همچنین گفت دولت تمام اقدامات لازم را انجام داده و با شرکای منطقه‌ای در ارتباط است.[۳۰][۳۱] رهبر اکثریت سنای آمریکا جان تون گفت ایران توافق عدم اشاعه را نقض کرده و مدتهاست آرزوی نابودی اسرائیل را دارد.[۳۲] سناتور لیندسی گراهام حمایت خود را از حملات اعلام کرد و نوشت «بازی شروع شد. برای اسرائیل دعا کنید.»[۳۳] رئیس مجلس نمایندگان ایالات متحده آمریکا مایک جانسون حمایت خود را از حملات اعلام کرد و گفت اسرائیل «حق دارد» و «حق دفاع از خود را دارد.»[۳۴][۳۵] سناتور جیم ریش گفت: «ما امشب در کنار اسرائیل هستیم و برای امنیت مردمش و موفقیت این اقدام یک‌جانبه دفاعی دعا می‌کنیم.»[۳۲] ریش به ایران هشدار داد به آمریکا حمله نکند و گفت: «ایران اگر به آمریکا حمله کند، احمق خواهد بود.»[۳۲] سناتور جک رید گفت: «تصمیم نگران‌کننده اسرائیل برای حملات هوایی به ایران، تشدیدی بی‌ملاحظه است که خطر شعله‌ور شدن خشونت منطقه‌ای را دارد.»[۳۶] سناتور جان فترمن نیز از اسرائیل حمایت کرد.[۳۲]مارکو روبیو، وزیر امور خارجه ایالات متحده آمریکا مدعی شد که آمریکا در حملات اسرائیل دخالت نداشته است.[۳۷]
- اندونزی: وزارت امور خارجه اندونزی حمله گسترده اسرائیل به تهران در بامداد جمعه را به‌شدت محکوم کرد و هشدار داد که این حمله می‌تواند تنش‌های منطقه‌ای را تشدید کند.[۳۸] سخنگوی این وزارتخانه، «رولیانسیا سومیرات»، تأکید کرد که همه کشورها موظف به حل‌وفصل مسالمت‌آمیز اختلافات و بر اساس حقوق بین‌الملل هستند.[۳۹]
- بریتانیا: کی‌یر استارمر از «تمام طرف‌ها خواست عقب‌نشینی کنند» و «به دیپلماسی بازگردند.»[۴۰]
- پاکستان: پاکستان در بیانیه‌ای حمله اسرائیل را محکوم کرد و اعلام کرد که در «همبستگی کامل» با مردم ایران ایستاده است.[۴۱] وزارت امور خارجه پاکستان حمله اسرائیل را محکوم کرد و حق دفاع از خود ایران را بر اساس فصل هفتم منشور ملل متحد تأیید نمود.[۴۲]
- ترکیه: وزارت امور خارجه ترکیه حملات را «با شدیدترین الفاظ» محکوم کرد و گفت «اسرائیل نمی‌خواهد مسائل از طریق دیپلماتیک حل شود.»[۴۳]
- جمهوری چک: وزیر امور خارجه یان لیپاوسکی حملات را واکنشی «معقول» به تهدید هسته‌ای ایران و حمایت آن از حماس و حزب‌الله دانست و افزود: «ایران تعهدات خود به جامعه جهانی را نادیده گرفته و همزمان به تولید سلاح هسته‌ای و اظهارات خصمانه علیه اسرائیل ادامه می‌دهد».[۴۴]
- چین: سخنگوی وزارت امور خارجه جمهوری خلق چین لین جیان خواستار یافتن «راه‌هایی که به صلح و ثبات منطقه‌ای کمک کند» شد.[۶] سفارت چین در ایران وضعیت را «وخیم و پیچیده» توصیف کرد و به شهروندانش توصیه نمود از مکان‌های شلوغ دوری کنند. سفارت چین در تل‌آویو نیز هشدار مشابهی صادر کرد.[۴۵][۴۶]
- روسیه: به گفته سخنگوی ولادیمیر پوتین، دمیتری پسکوف، «روسیه نسبت به تشدید تنش‌ها نگران و آن را محکوم می‌کند».[۴۷]
- ژاپن: دبیر ارشد کابینه ژاپن یوشیماسا هایاشی گفت که دولت «تمام تلاش‌های دیپلماتیک ممکن را برای جلوگیری از وخامت بیشتر اوضاع» ادامه خواهد داد و «تمام تدابیر لازم» را برای حفاظت از اتباع ژاپنی اتخاذ خواهد کرد.[۴۸]
- عراق: دولت عراق از شکست تلاش‌های دیپلماتیک در جریان مذاکرات ایران و آمریکا ابراز تأسف کرده و استفاده اسرائیل از زور علیه ایران را «نقض آشکار حقوق بین‌الملل و منشور ملل متحد» دانست و خواستار تشکیل فوری نشست شورای امنیت سازمان ملل متحد شد.[۴۹]
- عربستان سعودی: وزارت امور خارجه عربستان سعودی حملات «فجیع» را محکوم کرد و آن را نقض حقوق بین‌الملل دانست.[۵۰]
- عمان: عمان اسرائیل را مسئول حملات و پیامدهای آن دانست.[۵۱]
- فرانسه: ژان نوئل بارو، وزیر خارجه فرانسه، ضمن ابراز نگرانی از حملات، تأکید کرد که باید از هرگونه تشدید تنش خودداری شود. فرانسه در عین حال تأکید کرده که اسرائیل حق دفاع از خود را دارد.[۴۱]
- قطر: قطر حمله اسرائیل به خاک ایران را به شدت محکوم و تقبیح کرد و آن را «نقض آشکار» حاکمیت و امنیت ایران و نقض آشکار قوانین و اصول حقوق بین‌الملل دانست. وزارت امور خارجهٔ قطر در بیانیه‌ای نگرانی عمیق خود را از این «تشدید خطرناک تنش که در چارچوب الگوی مکرر سیاست‌های تهاجمی که امنیت و ثبات منطقه را تهدید می‌کند و مانع تلاش‌ها برای کاهش تنش و دستیابی به راه‌حل‌های دیپلماتیک می‌شود»، ابراز کرد.[۵۲]
- کویت: وزارت امور خارجه کویت در بیانیه‌ای اعلام کرد: «وزارت امور خارجه، محکومیت و تقبیح شدید حملات اسرائیل به جمهوری اسلامی ایران را که نقض آشکار همه قوانین و کنوانسیون‌های بین‌المللی است و تجاوز آشکار به حاکمیت ایران محسوب می‌شود و امنیت و ثبات منطقه را تهدید می‌کند، ابراز می‌دارد.»[۲۰]
- لبنان: رئیس‌جمهور جوزف عون در بیانیه‌ای اعلام کرد که این حملات «نه تنها مردم ایران، بلکه تمام تلاش‌های بین‌المللی برای حفظ ثبات در خاورمیانه و کشورهای همسایه را هدف قرار داده است» و «ابتکارات میانجی‌گرانه جاری که به پیشرفت قابل‌توجهی در جهت دستیابی به راه‌حل‌های واقع‌بینانه و عادلانه برای جلوگیری از خطر جنگ در منطقه رسیده بودند را تضعیف می‌کند». وی همچنین خواستار «اقدام فوری و مؤثر برای جلوگیری از پیشبرد اهداف اسرائیل شد؛ اهدافی که به گفته او، روزبه‌روز آشکارتر و در صورت تداوم، به‌شدت خطرناک خواهند بود.»[۵۳]
- مصر: مصر حملهٔ اسرائیل به ایران را محکوم کرد و آن را «تشدید آشکار و بسیار خطرناک تنش‌های منطقه‌ای» توصیف کرد. وزارت امور خارجه مصر در بیانیه‌ای اعلام کرد که «تحولات شتابندهٔ فعلی را با نگرانی فراوان دنبال می‌کند» و تجاوز اسرائیل به ایران را «نقض آشکار قوانین بین‌المللی و منشور سازمان ملل و تهدیدی مستقیم برای صلح و امنیت منطقه‌ای و بین‌المللی» می‌داند.[۵۴]
- نیوزیلند: نخست‌وزیر نیوزیلند کریستوفر لکسون این حملات را «بسیار نگران‌کننده» خواند و وزیر امور خارجه وینستن پیترز خواستار تنش‌زدایی شد.[۳۰][۵۵]
- ونزوئلا: وزارت امور خارجه ونزوئلا این حمله را به عنوان «یک جنایت جنگی که به فهرست طولانی جنایات رژیم بنیامین نتانیاهو اضافه می‌شود» محکوم کرد.[۵۶]
- هند: سخنگوی وزارت امور خارجه هند راندیر جایسوال اعلام کرد که هند «تحولات جاری، از جمله گزارش‌های مربوط به حمله به تأسیسات هسته‌ای» را از نزدیک زیر نظر دارد.[۴۵]

### فعالان سیاسی خارج از ایران و سازمان های اپوزیسیون
- رضا پهلوی در پیامی به نیروهای نظامی ایران اعلام کرد: «سید علی حسینی خامنه‌ای، رهبر جمهوری اسلامی ایران، بار دیگر ایران ما را به جنگ کشاند. پیام من به نیروهای نظامی، انتظامی و امنیتی روشن است: این نظام و رهبرانش برای جان شما یا ایران ما ارزشی قائل بشوید. خود را از آنها جدا کنید و به مردم بپیوندید.»[۵۷] در ۲۸ خرداد ۱۴۰۴, رضا پهلوی در شبکه‌های اجتماعی خود سخنرانی منتشر کرد که در آن خطاب به مردم ایران دربارهٔ آینده ایران پس از سقوط قریب‌الوقوع و حتمی جمهوری اسلامی صحبت کرد. رضا پهلوی اعلام کرد که سقوط جمهوری اسلامی برگشت‌ناپذیر است و تنها یک قیام عمومی برای پایان دادن به «جنگ ۴۶ ساله» رژیم با مردم ایران لازم است. او تأکید کرد که ایران پس از سقوط رژیم وارد جنگ داخلی نخواهد شد و برنامه آماده‌ای برای صد روز نخست و انتقال به حکومت ملی دموکراتیک دارد. پهلوی خطاب به نیروهای امنیتی و انتظامی گفت که خود را فدای رژیم نکنند و به جای آن به مردم بپیوندند، با وعده اینکه می‌توانند در آینده جدید ایران شرکت داشته باشند.[۵۸][۵۹][۶۰]
- همگامی برای جمهوری سکولار  طی یک بیانیه حملات اسرائیل را به شدت محکوم کرد.این سازمان در قسمتمی از بیانیه خود به جنگ اینگونه واکنش نشان داد: «همگامی برای جمهوری سکولاردموکرات در ایران که خواهان گذار از جمهوری اسلامی است و همیشه مخالف سیاست‌خارجی دشمن‌بنیاد و فرصت‌سوز حکومت ایران نیز بوده است و سیاست «نابودی اسرائیل» را رد می‌کند، ضمن محکوم کردن شدید حملات نظامی اسرائیل که تا کنون منجر به کشته‌شدن ده‌ها نفر از افراد غیرنظامی شده است، بر ضرورت کاربست عقلانیت و توقف جنگ تاکید می‌کند. آنچه امروز مسئله اصلی است حفظ ایران و به حداقل رساندن آسیب‌ها برای ایران و ثبات منطقه و پایان دادن به ماجراجویی هسته‌ای و سیاست‌هایی است که ارتباطی به منافع ملی و امنیت ملی ایران ندارد.....درست است که این تنش از سوی جمهوری اسلامی شروع شده و با زیاده خواهی دولت اسرائیل در گذر زمان تشدید شده است اما قربانی نهایی گسترش شعله‌های جنگ مردم و میهن هستند. آزادی، عدالت اجتماعی ،دموکراسی، سعادت ملت و رهایی از جمهوری اسلامی به سوی مقصد خوب با جنگ، خشونت و هجوم موشک‌ها و پهپادها حاصل نمی‌شود...».[۶۱] این ائتلاف سیاسی بعدا نیز حمله آمریکا به تاسیسات اتمی ایران به به شدت محکوم کرد.[۶۲]
- مسیح علی‌نژاد بیان کرد: «حذف یک تروریست تراژدی نیست، بلکه گامی به سوی عدالت برای همه جان‌های بی‌گناهی است که آنها دنبال کردند.»[۶۳]

### سازمان‌ها و نهادها
- سازمان ملل متحد دبیرکل سازمان ملل متحد آنتونیو گوترش از هر دو طرف خواست حداکثر خویشتن‌داری را نشان دهند.[۶۴] سخنگوی او فرحان حق اعلام کرد که دبیرکل هرگونه تشدید نظامی در خاورمیانه را محکوم می‌کند.[۶۵]
- آژانس بین‌المللی انرژی اتمی اعلام کرد که آنها وضعیت را زیر نظر دارند.[۶۶]
- گروه مستقر در آمریکا اکنون دموکراسی برای جهان عرب این حمله را غیرقانونی و بی‌دلیل خواند و از آمریکا خواست منافع خود را با اسرائیل جدا کند.[۶۷]
- گروه مستقر در آمریکا شورای ملی ایرانیان آمریکا نوشت که حمله اسرائیل از نظر حقوق بین‌الملل فاقد توجیه قانونی بوده و زندگی بسیاری از افراد بی‌گناه را بی‌دلیل به خطر انداخته است.[۶۸]
- حماس این حمله را به عنوان تهاجمی وحشیانه که نقض آشکار هنجارها و کنوانسیون‌های بین‌المللی است محکوم کرد و افزود که این حمله تأکید می‌کند اسرائیل تهدید وجودی برای کل منطقه است و نشان‌دهنده اصرار دولت افراطی نتانیاهو برای کشاندن منطقه به رویارویی‌های مستقیم است. آنها همچنین درگذشت فرماندهان ارشد و دانشمندان هسته‌ای را تسلیت گفتند و خواستار موضع متحد برای بازدارندگی اسرائیل و پایان دادن به جنایاتش شدند.[۶۹]
- منبعی از حزب‌الله لبنان به رویترز گفت که این گروه حمله‌ای علیه اسرائیل انجام نخواهد داد.[۷۰]
- اتحادیه آفریقا با انتشار بیانیه‌ای حملهٔ اسرائیل به ایران را «تهدیدی جدی برای صلح بین‌المللی» خواند.[۷۱]
- سازمان همکاری اسلامی: دبیرخانه عمومی سازمان همکاری اسلامی این حمله را محکوم کرد و آن را «نقض آشکار حاکمیت و امنیت ایران» توصیف کرد و تأکید کرد که چنین حملاتی نقض آشکار قوانین و هنجارهای بین‌المللی است. این سازمان در بیانیه‌ای رسمی گفت: «این رفتار خصمانه غیرقابل توجیه، تشدید خطرناکی است که امنیت، صلح و ثبات را در کل منطقه تهدید می‌کند» و خواستار «اقدام فوری بین‌المللی برای توقف این تخلفات» شد.[۷۲]

## واکنش‌ها به حمله ایران

### بین‌المللی
- آرژانتین: رئیس‌جمهور خاویر میلی حمله متقابل ایران به اسرائیل را محکوم کرد و از اقدامات نظامی قبلی اسرائیل حمایت کرد و گفت: «[ما] علیه شر می‌جنگیم.»[۷۳]
- استرالیا: نخست‌وزیر، آنتونی آلبانیزی، اظهار داشت که اگرچه از «تهدید تبدیل شدن ایران به یک کشور هسته‌ای برای صلح و امنیت منطقه» آگاه است، اما نسبت به تشدید بیشتر تنش‌ها هشدار داد و خواستار گفتگو به رهبری ایالات متحده برای جلوگیری از بی‌ثبات‌سازی بیشتر در منطقه شد.[۷۴]
- ایالات متحده آمریکا: رئیس‌جمهور دونالد ترامپ علناً اعلام کرد که «ایران باید قبل‌از اینکه چیزی باقی نماند، به توافق برسد.» ترامپ از اسرائیل حمایت کرد، و متعهد شد که به تأمین تجهیزات نظامی ادامه دهد همچنین به نیروهای آمریکایی اجازه داد تا در رهگیری اولین حملات موشکی ایران کمک کنند. ایالات متحده به ایران در مورد حمله به منافع یا پرسنل آمریکایی هشدار داد و تأکید کرد که درصورت وقوع چنین حملاتی، به‌صورت نظامی پاسخ خواهد داد.[۷۵]
- بریتانیا: رئیس خزانه بریتانیا، ریچل ریوز، پیشنهاد داده است که بریتانیا در حفاظت از اسرائیل کمک کند.[۷۶] در ۱۵ ژوئن، بریتانیا توصیه‌هایی مبنی‌بر عدم سفر شهروندانش به اسرائیل ارائه داد.[۷۷]
- روسیه: رئیس‌جمهور ولادیمیر پوتین با هر دو رئیس‌جمهور ایران، مسعود پزشکیان و نخست‌وزیر اسرائیل، بنیامین نتانیاهو گفت‌وگو کرد، حملات اسرائیل را محکوم نمود و پیشنهاد میانجی‌گری بین دو کشور را داد.[۷۸]
- کانادا: نخست‌وزیر مارک کارنی با تأکید بر «حق اسرائیل برای دفاع از خود»، خواستار خویشتن‌داری شد.[۷۸]

### سازمان‌ها و نهادها
- سازمان ملل متحد: دبیرکل سازمان ملل، آنتونیو گوترش، از طرفین خواست «حداکثر خودداری» را به خرج دهند و هرگونه تشدید نظامی در منطقه را محکوم کرد.[۷۸]

## تحلیل‌ها

### آمادگی ایران
به گزارش نیویورک تایمز، با وجود پیش‌بینی درگیری‌های احتمالی در صورت توقف مذاکرات هسته‌ای با ایالات متحده، رهبری ایران به‌طور اساسی در محاسبه زمان‌بندی چنین درگیری‌ای دچار اشتباه شد. مقامات نزدیک به رهبری به این روزنامه گفتند که ایران انتظار حمله اسرائیل را پیش از دور بعدی مذاکرات در عمان نداشت. در نتیجه، نشانه‌های هشدار اولیه به‌عنوان عملیات روانی برای کسب برتری دیپلماتیک نادیده گرفته شد. این روزنامه گزارش داد که این اشتباه در قضاوت منجر به عدم اجرای پروتکل‌های دفاعی از پیش بحث‌شده شد. پرسنل ارشد نظامی، از جمله فرماندهان ارشد سپاه پاسداران انقلاب اسلامی، دستورهای پراکندگی یا پناه‌گیری را نادیده گرفتند که منجر به کشته شدن چهره‌های کلیدی در حملات هدفمند به تأسیسات نظامی، به‌ویژه در تهران، شد. هیئت تحریریه وال‌استریت ژورنال نیز به اشتباه ایران در دست‌کم گرفتن ترامپ و نتانیاهو اشاره کرد و گفت رژیم ایران گمان می‌کرد می‌تواند با ادامه تعلل، بدون پرداخت هزینه‌ای، با آمریکایی‌ها بازی کند.
میزان عدم آمادگی ایران با شکاف‌های گسترده در سامانه‌های دفاع هوایی و اطلاعاتی آن بیشتر آشکار شد. نیروهای اسرائیلی عملیاتی پیچیده و چندجانبه را در حداقل ۱۵ مکان در سراسر کشور اجرا کردند که به سامانه‌های راداری حیاتی، تأسیسات موشکی و اجزای سطحی تأسیسات هسته‌ای نطنز آسیب رساند. طبق گزارش‌ها، این حمله شامل هواپیماهای سرنشین‌دار و مأموران مخفی بود که به خاک ایران نفوذ کرده و با استفاده از پهپادها و مهمات قاچاق‌شده، حملات داخلی را تسهیل کردند. به گزارش نیویورک تایمز، گستردگی و موفقیت عملیات اسرائیل، آسیب‌پذیری‌های قابل‌توجهی در زیرساخت‌های امنیت ملی ایران را آشکار کرد. در پی این حمله، ارتباطات داخلی مقامات ایرانی حاکی از نگرانی و سردرگمی بود، به‌ویژه در مورد نبود سامانه‌های دفاع هوایی فعال در زمان حمله. پاسخ موشکی ایران توسط تایمز نشانه‌ای از عدم آمادگی نظامی تلقی شد.
حمید حسینی، مقام مرتبط با دولت در تهران، اظهار داشت که حمله اسرائیل «کاملاً رهبری را غافلگیر کرد.» او اذعان کرد که این حمله نشان‌دهنده فقدان دفاع هوایی مؤثر و ناتوانی در جلوگیری از حملات به سایت‌های حیاتی بود و از عمق نفوذ اسرائیل شوکه شده بود. بر اساس پیام‌های خصوصی به اشتراک گذاشته‌شده با نیویورک تایمز، مقامات ایرانی خشم و ناباوری خود را از ناکامی کشور در جلوگیری از حملات اسرائیل ابراز کردند و پرسیدند: «دفاع هوایی ما کجاست؟» و «چگونه اسرائیل می‌تواند بیاید و به هر چیزی که می‌خواهد حمله کند… و ما قادر به متوقف کردن آن نیستیم؟»

### قانونی بودن
کمیسیون بین‌المللی قضات بیانیه‌ای منتشر کرد و گفت «حمله اسرائیل به ایران ناقض حقوق بین‌الملل است، و صلح و امنیت را تهدید می‌کند» و «اسرائیل و ایران را به رعایت الزامات عدم اشاعه خود و تضمین دسترسی آژانس بین‌المللی انرژی اتمی به همه تأسیسات هسته ای شان» فراخواند. مارکو میلانوویچ، کوین جان هلر و سرگئی واسیلیف، همگی از دانشوران حقوق بین‌الملل، این حملات را یک جنایت تجاوز توصیف کرده‌اند. حکومت ترکیه نیز ابراز نظر کرد که اقدام اسرائیل «یک نقض آشکار حقوق بین‌الملل است». در سال ۲۰۱۲, مواضع متفاوتی در خصوص یک حمله احتمالی به ایران به خاطر برنامه هسته ای ش وجود داشت که اندرو گاروود-گاوئرز آن را خلاصه کرده و نتیجه‌گیری کرده که «از نقطه نظر حقوق بین‌الملل حمله نظامی یکجانبه به ایران غیرقانونی خواهد بود.». مارکو میلانوویچ استاد حقوق بین‌المللی عمومی در بریتانیا در مجله اروپایی حقوق بین‌الملل نوشته که «در نتیجه، حتی اگر گسترده‌ترین فهم (از نظر قانونی قابل پذیرش) از دفاع از خود مورد انتظار درست پنداشته شود، استفاده اسرائیل از زور علیه ایران غیرقانونی خواهد بود. این بدان خاطر است که شواهد اندکی وجود دارد که ایران بی تردید رد صورت توسعه قابلیت سلاح هسته ای بی تردید خود را متعهد به حمله به اسرائیل با آن کند.» سفیر اسرائیل در سازمان ملل ابراز نظر کرد که «این اقدامی برای حفاظت ملی بود. اقدامی بود که به تنهایی انجام گرفت، نه از آنجا که می‌خواستیم انجامش دهیم، بلکه چون گزینه دیگری برایمان نمانده بود.»

### دیگر نظرات
جروزالم پست پیشنهاد کرد که واکنش احتمالی ایران ممکن است شامل حملات نیابتی، موشک‌های بالستیک و پهپادها، تهدیدات دریایی و «نامتقارن»، حملات به اهداف خارج از کشور، استفاده از نیروهای مسلح متعارف یا حملات دیپلماتیک باشد.
فارین پالیسی گزارش داد که اکثر کشورهای متحد آمریکا خطر رژیم ایران را که به دنبال «بهره‌برداری از ساده‌لوحی و احتیاط آمریکا به نفع تهران» است، به رسمیت نشناخته‌اند. به گفته این نشریه، اسرائیل تصمیم گرفت تهدید ایران را که از نظر اسرائیلی‌ها «وجودی» تلقی می‌شود، رفع کند و با حمله به «سر مار»، این تهدید را پایان دهد.
محمد اسلامی، پژوهشگر دانشگاه تهران و رئیس سازمان انرژی اتمی ایران، اظهار داشت که حمله تلافی‌جویانه ایران از سوی اکثر احزاب سیاسی داخلی حمایت شده است، اجماعی که از زمان جنگ ایران و عراق بی‌سابقه بوده است.
دنیل بی. شاپیرو از شورای آتلانتیک اظهار داشت که حملات اسرائیل ضعف ایران را پس از حملات ۷ اکتبر آشکار کرد و نشان داد که اسرائیل توانایی نفوذ کامل به ایران و حمله به اهدافی در سراسر این کشور را دارد. او نتیجه گرفت: «ایران هرگز تا این حد ضعیف به نظر نیامده و توانایی آن برای پاسخ معنادار مورد آزمون قرار خواهد گرفت.»
همیش دو برتون-گوردون از تلگراف حملات اسرائیل را «تهاجمی پیش‌دستانه، دقیق و ترکیبی» توصیف کرد که ایران را «کاملاً درهم کوبیده» و ممکن است جاه‌طلبی‌های هسته‌ای آن را درهم بشکند. او از مقیاس و پیچیدگی این عملیات تمجید کرد و آن را «حمله‌ای به تصمیم‌گیرندگان ارشد نظامی و سیاسی» با شدت بی‌سابقه در دوران کنونی خواند.
ریچارد کمپ، تحلیلگر نظامی، استدلال کرد که اسرائیل «چاره‌ای جز حمله نداشت» و ایران را رژیمی «مستأصل» توصیف کرد که مدت‌هاست به دنبال تسلیحات هسته‌ای و حمایت از تروریسم جهانی است. او هشدار داد که عدم اقدام به معنای اجازه دادن به «رژیمی با ظرفیت نامحدود برای خشونت» برای دستیابی به سلاح هسته‌ای بود و از ادامه حمایت از اسرائیل برای «اتمام کار» حمایت کرد.
عماد العنیس، کارشناس روابط بین‌الملل در الجزیره انگلیسی، به توانایی اسرائیل در قاچاق پهپاد به ایران و عملیات در حریم هوایی این کشور اشاره کرد که نشانه‌ای از تغییر قابل‌توجه در توازن قدرت است. مروان بیشارا، تحلیلگر ارشد الجزیره، استدلال کرد که اسرائیل رویکرد عمل‌گرایانه اخیر ایران در سیاست خارجی را نابود کرده و نتانیاهو از اوایل دهه ۱۹۹۰ ایران را به‌عنوان «تهدید وجودی» برای اسرائیل معرفی کرده است.
توماس ام. کانتریمن، دیپلمات آمریکایی، استفاده ظاهری ترامپ از حملات اسرائیل به‌عنوان استراتژی مذاکره با ایران را «عمیقاً اشتباه» خواند و ادعا کرد که نتانیاهو امیدوار است ایران پایگاه‌های آمریکایی را هدف قرار دهد تا ایالات متحده وارد درگیری شود. جیم والش، کارشناس هسته‌ای آمریکا، اظهار داشت که حملات اسرائیل ممکن است نتیجه معکوس داشته و تهران را به پیگیری تسلیحات هسته‌ای سوق دهد.
چارلز مور استدلال کرد که حملات اسرائیل درس سختی از حملات ۷ اکتبر حماس را نشان می‌دهد: «دیگر هرگز غافلگیر نشوید.» او ایران را «تهدید وجودی هدفمند و فعال» برای اسرائیل توصیف کرد و از تصمیم نتانیاهو حمایت نمود. حمید غلام‌زاده و علی‌اکبر دارینی در مرکز بررسی‌های استراتژیک اظهار داشتند که حملات اسرائیل به تأسیسات انرژی و دیگر سایت‌ها نه‌تنها ناآرامی داخلی ایجاد نکرد، بلکه مردم ایران را متحد کرد.
کمیسیون بین‌المللی قضات اعلام کرد که حملات اسرائیل به ایران نقض قوانین بین‌المللی است و خواستار رعایت تعهدات عدم اشاعه و دسترسی آژانس بین‌المللی انرژی اتمی به تأسیسات هسته‌ای شد. مارکو میلانوویچ و دیگر حقوق‌دانان این حملات را «جرم تجاوز» خواندند. سفیر اسرائیل در سازمان ملل اظهار داشت: «این عملی برای حفظ ملت بود که به تنهایی انجام دادیم، نه به خواست خود، بلکه چون چاره دیگری نداشتیم.»
مهند سلوم از مؤسسه تحصیلات تکمیلی دوحه اظهار داشت که ایران، هرچند «به‌شدت آسیب دیده»، مایل به درگیری گسترده با آمریکا و متحدان اروپایی‌اش نیست و پاسخ محدود آن نشان‌دهنده تمایل به ازسرگیری مذاکرات هسته‌ای است. جمال عبدی از شورای ملی ایرانیان آمریکا نیز تأیید کرد که ایران از حمله به نیروهای آمریکایی، اخراج بازرسان یا بستن تنگه هرمز خودداری کرده است.
به گزارش سی‌ان‌ان، کارزار اسرائیل فاقد استراتژی خروج مشخصی است.
در مصاحبه‌ای با بی‌بی‌سی فارسی، تحلیلگر سیاسی مجتبی نجفی از نبود اتحاد ملی در برابر تهدیدات خارجی انتقاد کرد. او استدلال کرد که سرکوب بیان عمومی توسط نظام ایران انسجام داخلی را تضعیف کرده و اظهار داشت: «یکی از دلایل جسارت اسرائیل برای حمله، مشکلات داخلی ایران بود… بحران‌های حل‌نشده و خشم عمیق، مفهوم ملت بودن در ایران را مخدوش کرده و به نیروی خارجی اجازه داده بدون ترس حمله کند.»
در ۱۶ ژوئن، اکونومیست نوشت که رژیم ایران با نارضایتی داخلی و فشار خارجی مواجه است. این نشریه گزارش داد که برخی ایرانیان از ترور فرماندهان کلیدی نظامی ابراز شادمانی کرده‌اند. اکونومیست استدلال کرد که کارزار اسرائیل «ناکامی استراتژی نظامی رژیم» را آشکار کرده و امیدها را برای قیام یا کودتا افزایش داده است.